# Caruao (paroisse civile)
Pour les articles homonymes, voir Caruao.
Caruao est l'une des onze paroisses civiles de la municipalité de Vargas dans l'État de La Guaira au Venezuela. Sa capitale est La Sabana.

## Géographie

### Hydrographie
La paroisse civile est traversée par deux cours d'eau importants, le Caruao et la Chuspa. La rivière Caruao est la plus abondante, recevant les eaux de la rivière Aguas Calientes qui naît dans le Topo Portachuelo à environ 900 m d'altitude. Le célèbre puits El Cura se trouve dans cette rivière, et au-dessus se trouve le saut El Tobogan avec un bassin naturel baignable et profond. El Pozo del Cura mesure 13 m de profondeur. À cet endroit, les jeunes avec des jeeps montent généralement sur le même fleuve pendant l'été, mais lorsque les pluies commencent, le niveau de la rivière augmente. Cette rivière, qui est un affluent de la rivière Caruao, s'appelle la rivière Aguas Calientes. Devant la Posada Caruao Aventuras et le jardin expérimental du capitaine Harry Gibson, ces eaux sont très chaudes et dites « thermales ». La rivière Chuspa qui tangente le parc national d'Ávila, naît également dans le Topo Portachuelo. La rivière Caruao est née dans les Topo La Mesa et Topo Cogollal à 1600 m d'altitude. Pour les randonneurs d'aventure, il est intéressant de savoir qu'il existe un chemin entre Araira et La Sabana, il est long et il faut passer la nuit à la montagne.

### Démographie
Hormis sa capitale La Sabana, la paroisse civile comporte plusieurs autres localités :
- Caruao
- Chuspa
- El Cura
- La Sabana
  - La Virginia
- Oritapo
- Osma
- San Jorge
- Todasana
- Urama

## Histoire
La paroisse de Caruao n'a pas été touchée autant par la tragédie de Vargas en 1999, de même que d'autres secteurs et paroisses, de même que Macuto, la région la plus touchée par cette catastrophe, bien que cette paroisse soit aussi pauvre que tous les autres à cause de cette catastrophe de 1999, qui a détruit presque toutes les économies de l'État. Il existe actuellement des projets gouvernementaux (CORPOVARGAS) qui réparent les dommages causés par cette catastrophe

## Culture
Les manifestations culturelles de la région sont influencées par l'origine africaine de la population. Ils se traduisent par l’utilisation d’instruments de musique et de fêtes traditionnelles, comme :
- Parrandas de San Juan (24 juin)
- Velorio de Cruz (mai)
- Parranda del Inocente (28 décembre)

Actuellement, dans cette région, des auberges, hôtels, spas, etc. sont développés, qui offrent au visiteur une variété de services.